# 에코스틸
에코스틸[EchoSteaL]은 대한민국 하이브리드 록 밴드이다. "세상의 진실한 울림을 훔치다"를 모토로 결성된 에코스틸은 2009년 2월에 결성, 7월부터 활동을 시작하였다. 에코스틸의 음악은 감성이란 큰 틀 안에 힙합과 록이 있고, 귀에 맴도는 멜로디가 있고, 폭발적인 코어사운드가 있고, 가슴속에서 내뱉는 울부짖음이 있다. 서울, 경기, 대전에서 활발한 라이브 공연 활동을 펼치고 있으며, 1집 앨범준비 중이다.